# رسائل الحب والحرب (مسلسل)
رسائل الحب والحرب  مسلسل تلفزيوني    سوري بطولة مجموعة من نجوم وممثلين سوريا تدور أحداثه بين سوريا ولبنان خلال فترة الثمانينات من القرن العشرين.

## قصة المسلسل
يتحدث هذا المسلسل عن الروابط الإنسانية والروحية التي يجمعها الحب ويفرقها. تبدأ أحداثه في نهاية السبعينات من القرن الماضي عندما يدخل جلال إبراهيم السجن بتهمة سياسية ملفقة، ومتورطاً في السياسة ثم هارباً من السجن ثم عابراً الحدود من سورية إلى لبنان ليلتحق بصديقه الفلسطيني قاسم مع رفاقه من جنسيات عربية وغير عربية في جنوب لبنان، ليعمل مراسلاً يرصد الحرب بين المقاومة الفلسطينية واللبنانية الوطنية وبين الجيش الإسرائيلي الذي كان يسعى لإبعاد الفلسطينيين عن جنوبي الليطاني في وقت غدا فيه لبنان ساحة حرب حقيقية.
من جماليات المسلسل حالة الصراع النفسي العميق والذي كان يجسده بقوة الفنان سلوم حداد في شخصية العقيد ناظم الذي عشق الجديلة ولكي يحصل عليها دمر حياة أسر وأشخاص أبرزهم من كانت صاحبة الجديلة خطيبة له. ولهذا الذنب دخل السجن بتهمة ملفقة لم يجد فرصة للتخلص منها سوى الفرار ليصبح مشرداً في الأرض بعيداً عن أهله وأرضه حتى التقى بكتب الفيلسوف ميشيل فوكو فقرأ كتبه وفهم منها الحياة وأهلها ثم ضرب نموذجاً نبيلاً في الصفح والتسامح مع الجميع خاصة مع من تسبب في تغيير حياته وتشرده واعتبر أن التغيير أمر حاصل لا محالة وهؤلاء كانوا فقط مجرد سبب، ومن هنا كان الفيلسوف فوكو أيضاً أحد الأبطال المؤثرين بقوة في المسلسل. الشخص الآخر الذي ضاعت حياته بسبب الجديلة كان أخو صاحبة الجديلة الذي أصبح أسير الخمر طلباً للنسيان وهروباً من تأنيب الضمير على ما فعله بأخته وزوج أخته وهو جارهم وفي مقام أخيه من أجل المال، أما ثالث ضحية فهي صاحبة الجديلة نفسها -سولاف فواخرجي- نيسان وهو شهر الدفء، فهل كانت نيسان هي دفء من حولها أم كانت هي من تبحث عن الدفء؟ وفي كل الأحوال كان اختيار الاسم ذكياً. أول هدية تلقتها الضحية الثالثة أو (نيسان) كانت ممن دمر من حوله للحصول عليها. وتمثلت في ضرب مبرح في ليلة زفافها. لينكشف لنا الحب السادي بصورة واضحة وهذا السادي هو من هزمه حب امرأة، يضربها حتى يدميها ثم يرتمي بين يديها يبكي ويشكو حبه لها وغيرته من كل ما يحيط بها وأولها ماضيها مع زوجها الأول الذي أصبح مشرداً في الأرض، صراع رائع أبدع فيه سلوم حداد بهيئته العسكرية، القاسي، المجرم، المحب، الضعيف أمام محبوبته. احتلت الجديلة صراعاً وذكرى أكثر من صاحبتها فعندما تشرد الحبيب والزوج الأول بقيت الجديلة محل التغزل والرمز الذي يتذكر به المحب حبيبته دون أن ينطق اسمها لذا أطلق اسم (الجديلة) على أحد رواياته عندما احترف الكتابة الروائية فكانت الجديلة المحفز لنثر الجروح على الورق حتى تبرأ، والجديلة أيضاً كانت آخر ما أخذه معه الزوج القاسي العاشق. فهي سلوته في نيران وحرب 1982التي حدثت في لبنان. فذهب السوريون جيشاً ومواطنين شباب وبنات للدفاع عن الأرض اللبنانية. الأرض التي قال عنها المسلسل ان العابثين لن يستطيعوا التفريق بينهم لارتباطهم بمصالح كثيرة سياسية واقتصادية واجتماعية. مصالح لا يمكن أن تنفصل. وكانت مشاهد بالغة العمق تجعلك تتحسر على ما يحصل اليوم بين البلدين، والغريب هنا هو حذف تلفزيون قطر لأكثر من خمسة مشاهد في الحلقة الأخيرة تدور جميعها حول علاقة سوريا ولبنان؟!.

## الممثلون
- سلوم حداد
- سلاف فواخرجي
- نبيلة النابلسي
- قصي خولي
- رامي حنا
- حسن عويتي
- ثناء دبسي
- مانيا النبواني
- ريم علي
- مريم علي
- صباح الجزائري
- موسيقى: طارق النّاصر

إخراج: باسل الخطيب